# Магрибская соня
Магрибская соня  (Eliomys munbyanus) — вид грызунов рода садовые сони семейства соневые. Обитает в Алжире, Ливии, Марокко, Тунисе и Западной Сахаре. Естественная среда обитания варьирует от влажных лесов до полупустынь. Ведут ночной образ жизни.
Садовая соня Магриба — это вид среднего размера с коротким, мягким, иногда пушистым мехом. Спинка желтоватая или красновато-коричневая с серым оттенком. Нижняя часть тела белая с серым оттенком; между этими двумя цветами существует четкая линия. Окрас верхней части головы становится бледнее по направлению к морде. Большие глаза окружены «темной маской». Щеки беловатые или кремовые, и полоса того же цвета тянется до плеч. Уши среднего размера, овальные и коричневые, и обычно за ушами есть красноватый или бледный участок голой кожи. Хвост длинный, с короткой шерстью и довольно разнообразным окрасом. Верхняя сторона обычно черная, а нижняя —  бледно-серая или коричневато-белая. Основание хвоста такого же цвета, как и тело, а кончик имеет более длинные волоски, чем остальная часть хвоста, и белый.
Синонимы:
- Eliomys denticulatus (Ranck, 1968)
- Eliomys lerotina (Lataste, 1885)
- Eliomys occidentalis (Thomas, 1903)
- Eliomys tunetae (Thomas, 1903)